# Roelof Krol
Roelof Krol (Amsterdam, 23 september 1911 – aldaar, 10 juli 1972) was een Nederlands cellist en dirigent.
Hij was zoon van handelsagent Johannes Krol en Maria Catharina Stephania Vos. Hij was van 1934 tot 1949 getrouwd met de Belgische pianiste Solange Cats.. Krol hertrouwde met Annie Hoegen. Het echtpaar woonde enige tijd aan de Herman Heijermansweg en Lekstraat, beide in Amsterdam.
Hij kreeg een muziekopleiding in cello en piano aan het Amsterdamse Muzieklyceum en trad na zijn opleiding aan als solist bij orkesten vanuit het hele land. Met zijn vrouw Solange Cats voerde hij kamermuziek uit. Hij nam in 1941 zitting als cellist in het Concertgebouworkest. Vanaf 1945 stond hij voor het Amsterdams amateursymfonieorkest Con Brio; een functie die hij tot 1952 zou bekleden. Hij haalde dat orkest uit het slop. Van 1947 tot 1954 stond hij voor het Toonkunstorkest van Zaandam. Vanaf 1950 combineerde hij dat met het dirigentschap bij Radio Kamer Orkest van de Nederlandse Radio Unie; hij deelde de functie met Maurits van den Berg. Hij zou tot zijn dood uitvoeringen blijven geven met omroeporkesten en –ensembles. Van 1961 tot 1964 stond hij als interim-dirigent voor het Noordelijk Filharmonisch Orkest, nadat hij eerste tweede dirigent was naast Jan van Epenhuysen. Hij werkte zijn opvolger Charles de Wolff in.
Hij had een voorkeur voor werk van hedendaagse componisten en bracht ook Nederlandse stukken over de grens in bijvoorbeeld België (orkest van de NIR) en Engeland. Peter Schat droeg zijn Concerto da camera (1960) aan hem en het Radio Kamerorkest op; Jan van Vlijmen deed in 1964 hetzelfde met zijn Serenata I per 12 strumenti e percussione. Een voorbeeld van zijn muzikale voorkeur was terug te vinden in het programma van 27 maart 1960 in zaal Tivoli te Utrecht Er stonden werken van Hans Werner Henze, Paul Hindemith, Arnold Schönberg en Peter Schat op de lessenaars. Andere opvallende uitvoeringen waren er in 1962, Jonah van Henk Badings (speciaal voor de radio geschreven) en in 1963 Het Wilhelmus van Oscar van Hemel. Hij schuwde echter ook de barokmuziek niet.
Hij was erelid van Stichting Gaudeamus.